# Ljunggrens Verkstads AB

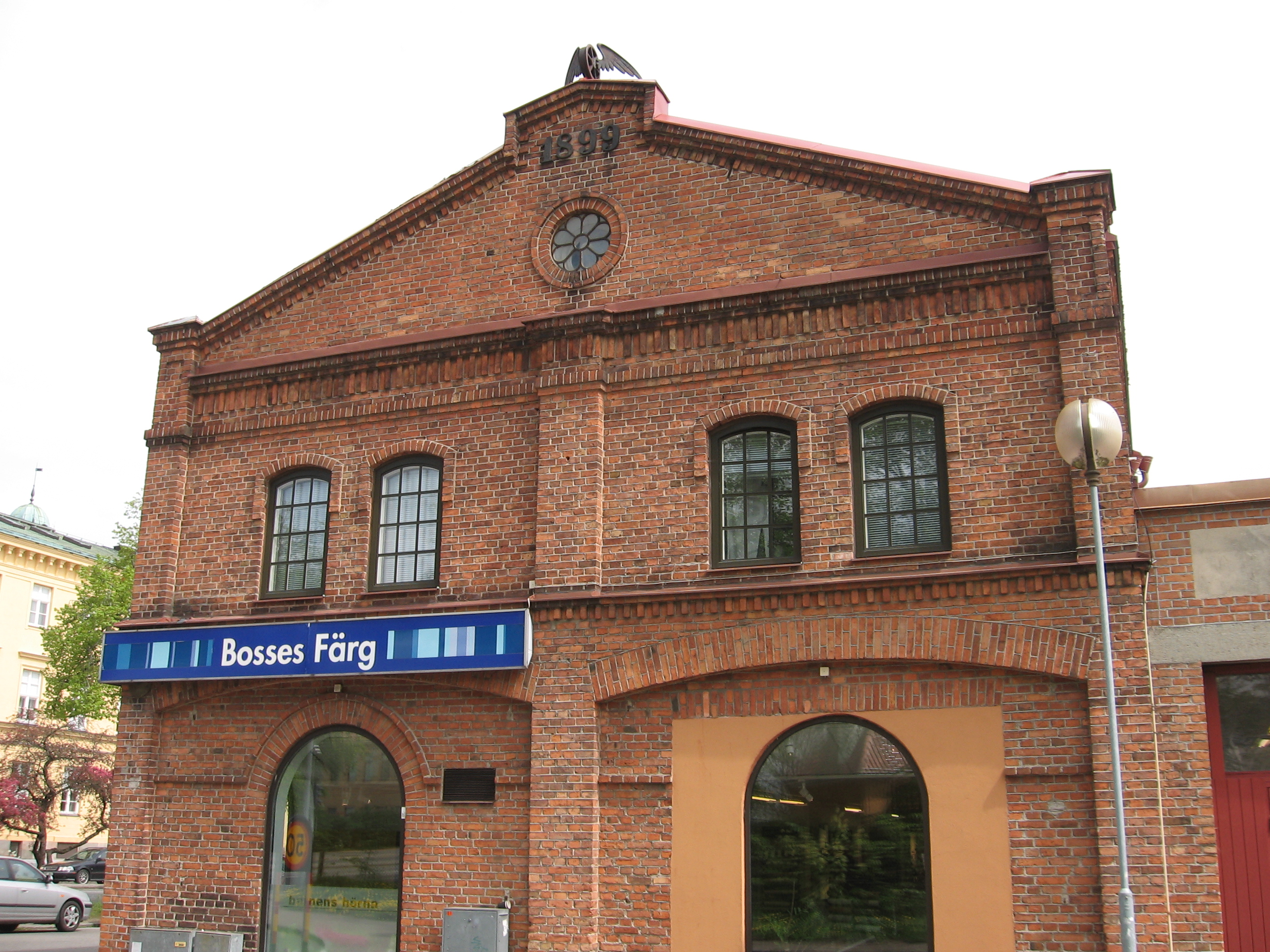
Gavel på den tidigare Ljunggrens verkstad

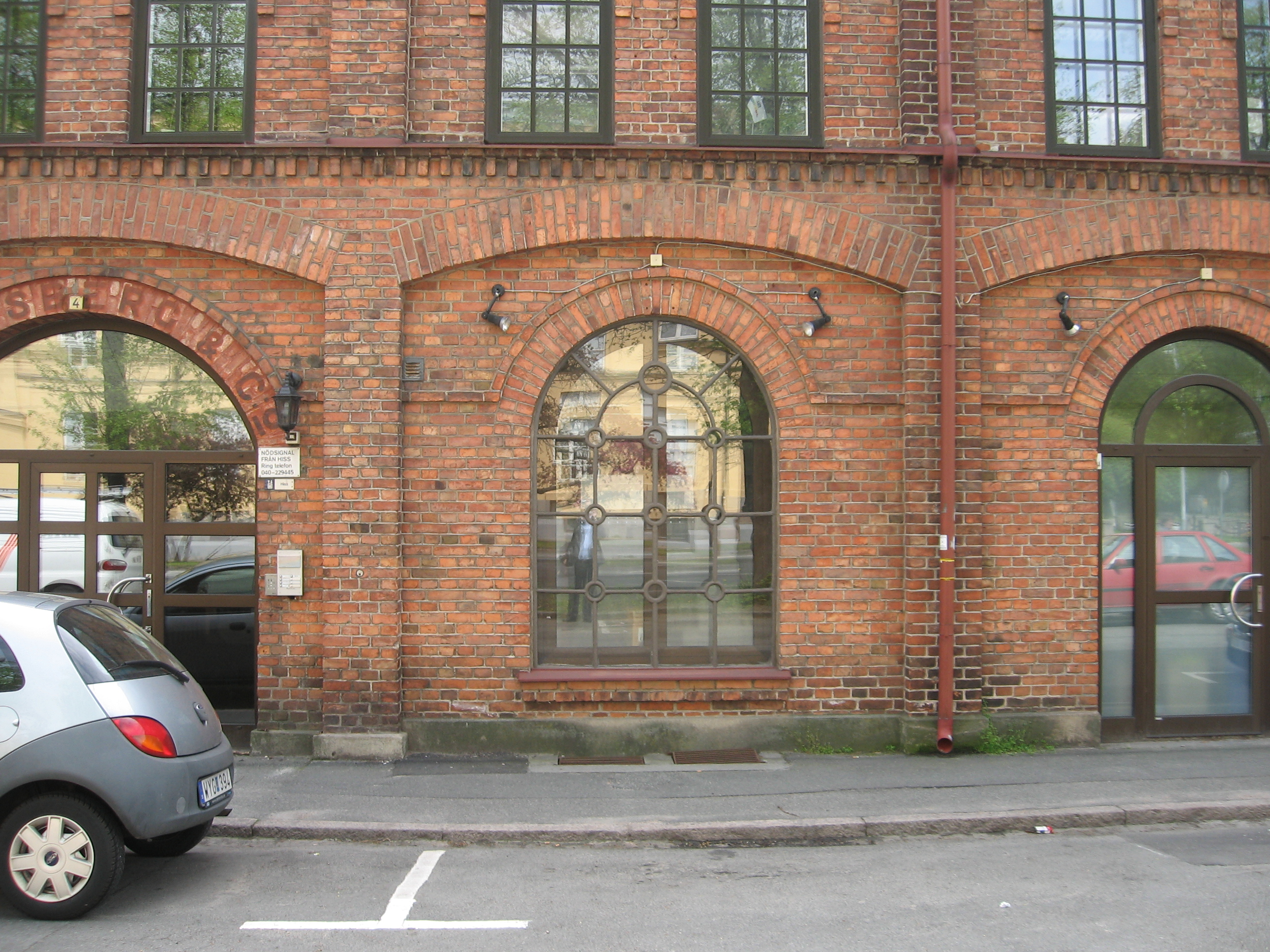
Fasaden på den tidigare Ljunggrens verkstad

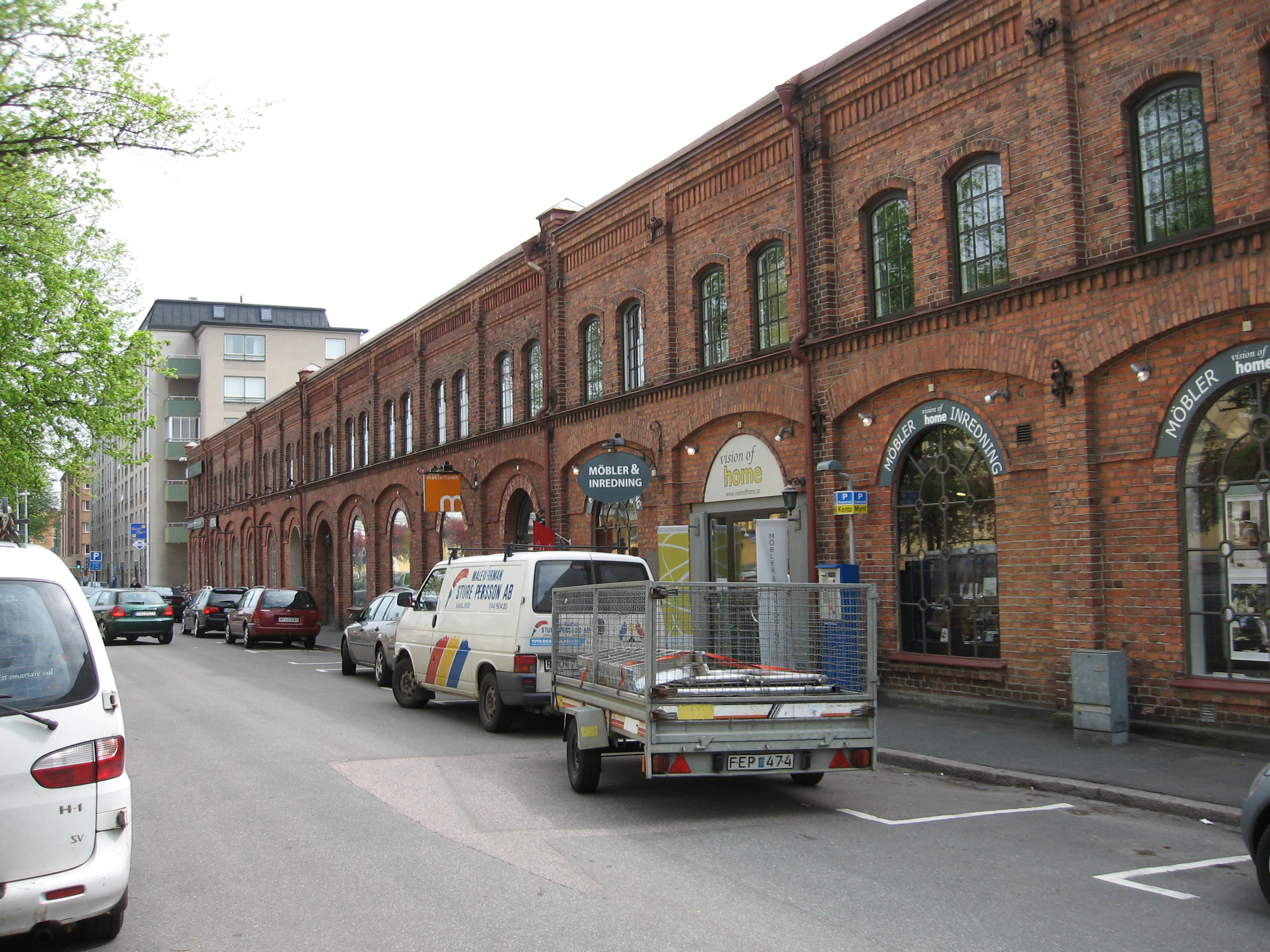
Långsida på tidigare Ljunggrens verkstad

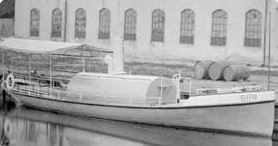
S/S Siri utanför företagets gjuteribyggnad, uppförd 1861 och företagets äldsta byggnad, i södra kanalelen, 1882

Ljunggrens Verkstads AB var ett svenskt verkstadsföretag, som bildades 1861 av Carl Johan FGredrik Ljunggren under namnet C. J. F. Ljunggrens Gjuteri och Mekaniska Werkstad. Verkstaden anlades som gjuteri 1861 för reparationer och tillverkning för Milners projekt att valla in Nosabyviken av Hammarsjön. Verkstaden anlades intill Södra kanalen i Kristianstad och utvidgades efterhand från tillverkningen av gjutgods, till bränneriutrustningar och maskiner till stärkelsefsabriker. Industrier som brännerier, stärkelsefabriker, mejerier och andra småindustrier behövde ångmaskiner. Arbetet med tipp-vagnarna vid vallbygget vid Hammarsjön gjorde det naturligt för Ljunggrens verkstad att börja tillverka järnvägsvagnar 1865. Ljunggrens verkstad hade en mycket omfattande tillverkning med allt från balkongräcken och kassaskåp till bränneriapparater och ånglok.  

## Järnvägsverkstaden

### Lok
Lokomotivtillverkningen påbörjades 1898, upphörde 1919. Loktillverkningen var aldrig omfattande och sammanlagt tillverkades 38 lok i skilda spårvidder. Det var lok för fabriker som Höganäsbolaget, och Östanå pappersbruk med liten spårvidd men också för SJ med normalspårsvidd på 1435 mm.  

### Vagnar
Vagntillverkningen omfattade åren 1865 till 1923 det vill säga nästan hela tiden Ljunggrens existerade. Under företagets verksamma år tillverkades 2825 järnvägsvagnar. Det var företagets mest omfattande produktion.
Vagntillverkningen innefattade såväl godsvagnar som personvagnar. 1906 byggdes vagnen SJ Bop 737 av Ljunggrens verkstad för SJ. Vagnen vägde 17,5 ton och hade 57 sittplatser. Högsta tillåtna hastighet var 60 km och bromsarna var Knorrbomsar.
En liten ångdressin tillverkades 1883. År 1891 byggdes en ångslup till Borås Ångslups AB. Fartyget hade propeller för fartygsdrift men var också utrustad maskindrivna rälshjul efter ritningar av  C. J. Magnell i Borås. Genom denna dubbla drift kunde fartyget passera på ett spår och passera vattenfallet vid Ålgården.

## Skeppsvarv
Vid verkstaden fanns en mindre tvärkanal med anslutning till södra kanalen och denna kanal blev en varvsbassäng då verkstaden 1875 började tillverka ångslupar och bogserbåtar. 1875 sjösattes 15,44 meter långa slupen Sophie Louise byggd för Ifösjöns Ångbåts AB. Året efter byggdes 21,38 meter långa lastångaren Helge för trafik på Helgeå i Christianstads Pråmbolag. Eftersom det var begränsat utrymme i tvärkanalen så begränsades fartygens storlek och varvet byggde mindre fartyg som bogserbåtar, ångslupar, lastbåtar för trafik på insjöar, i hamnar eller på floder. Sammanlagt byggdes omkring 100 fartyg  I Kristianstad och i Karlshamn. Åren 1890–1909 drev Ljunggrens även Karlshamns skeppsvarv. Det sista fartyg som Ljunggrens byggde var motorfartyget Ifö för Villands vägstyrelse i Ivösjön, 1922

### Byggda fartyg i urval
- S/S Siri 1882[4] för Sölvesborgs hamndirektion
- S/S Blida, 1884
- Lokomotivångaren Svanen, 1891
- S/S Ternen, 1896
- S/S Ingeborg, 1898[5]
- S/S Maagen, 1903, senare S/S Turisten
- S/S Boxholm II, 1904[6]
- M/S Turisten, 1914[7]
- M/S Ifö, 1922

## Installation av elektriskt ljus i verkstaden
Ljunggrens Mekaniska Verkstad i Kristianstad blev våren 1882 första svenska verkstad som installerade elektriska belysningsanläggningen i sin verkstad. Belysningen installerades av J E Ericssons Mekaniska Verkstad i Stockholm, ett pionjärföretag på elektrisk belysning. I Ljunggrens uppsattes en växelströmsmaskin med en mindre dynamo såsom exitator, samt 7 st differentiallampor. Maskinerna krävde 6 hästkrafter, och drevs från verkstadens axelledning. Lamporna var inneslutna i 40 cm opolkupor. Kolspetsarna 10 mm diameter kunde brinna 4 tim.

## Företagets utveckling och avveckling
År 1875 var Ljunggrens Verkstad, med 200 anställda, Kristianstads enda större industri. Som mest hade företaget över 425 anställda, men antalet anställda varierade mycket med industrikonjunkturen. År 1880 övertog grundarens son C. J. Fredrik Ljunggren firman. År 1890 företaget aktiebolag med namnet Ljunggrens Verkstads AB. 1882 anställde han Axel Bernhard Påhlsson från Kockums som överingenjör och verkstadsföreståndare. Under deras gemensamma ledning blev Ljunggrens verkstad så småningom en av Sveriges ledande tillverkare av ångslupar och material till järnvägen. På 1910-talet började en tillbakagång, som 1925 ledde till konkurs och nedläggning. Efter verkstadens konkurs drevs gjuteriet vidare av anställda till 1959.